# Twinkle stars
Twinkle Stars (星は歌う, Hoshi wa utau) est un shōjo manga de Natsuki Takaya, l'auteur de Fruits Basket. Il a été prépublié entre juin 2007 et janvier 2011 dans le magazine Hana to yume de l'éditeur Hakusensha, et a été compilé en un total de onze volumes. La version française est éditée par les éditions Delcourt dans la collection Sakura.
Un drama CD est sorti au Japon en février 2010.

## Synopsis
Sakuya Shiina élève en terminale, vit dans une petite ville de campagne, au bord de la mer, avec Kanade, son cousin. 
Elle fait partie du club Hokan, dont elle est la créatrice et la présidente, dont le but est de se réunir afin de regarder le ciel étoilé. Elle aime regarder les étoiles quand elle se sent triste. Mais le jour de son dix-huitième anniversaire, un étrange inconnu s'invite à la soirée organisée par Kanade, il dit se prénommer Chihiro. Il disparaît aussi vite qu'il est apparu... 
Qui est donc cet étrange jeune homme ?

## Personnages
Sakuya Shiina (椎名 サクヤ, Shiina Sakuya)Elle est l'héroïne de cette histoire. C'est une fille plutôt timide et naïve, mais elle est toujours très combative. Elle ressemble à Tohru Honda de Fruits Basket. Au début du manga, on ne sait pas vraiment pourquoi elle ne vit pas chez ses parents, mais on découvrira peu à peu les blessures de son passé qui l'ont poussée à quitter le domicile où elle vivait autrefois... Elle occupe plusieurs petits emplois pour assurer sa subsistance et celle de son cousin, mais cela ne la gêne pas du tout. Beaucoup de citoyens désapprouvent ce qu'elle fait et condamnent son cousin, mais elle se porte à sa défense.
Kanade Miyako (宮古 奏, Miyako Kanade)C'est le cousin de Sakuya. Il est un personnage solitaire qui ne sort pas beaucoup de chez lui. Malgré ses brillantes études, il est devenu chômeur et a bien du mal à subsister. Il n'est pas très apprécié par les gens de la petite ville où il habite parce qu'il fait travailler Sakuya, qui est mineure, mais qu'il ne travaille pas lui-même. Il est toujours très protecteur vis-à-vis de Sakuya. C'est un flemmard incontesté et sa mémoire est légèrement défaillante. On apprend qu'il a en réalité une santé très fragile et que c'est une des raisons pour lesquelles il ne travaille pas.
Chihiro Aoi (葵 千広, Aoi Chihiro)Il est le mystérieux garçon qui apparaît lors de l'anniversaire de Sakuya. Au début de l'histoire, on sait très peu de choses sur lui. Il est très distant, très lunatique... Malgré cela, on ressent en lui un profond mal-être assurément dut a son passé difficile que l'on apprend au fil des tomes.
Hijiri Sei Honjô (本条 聖, Honjō Hijiri)Elle est la meilleure amie de Sakuya. Elle est la fille d'un riche propriétaire terrien, et fait aussi partie du club d'astronomie. Elle est très extravertie et n'hésite pas à dire ce qu'elle pense. Elle est amoureuse du professeur Shizuka.
Yūri Murakami (村上 優里, Murakami Yūri)Il est un des bons amis de Sakuya. Il tient beaucoup à elle, et  est amoureux d'elle en secret. Il fait lui aussi partie du club d'astronomie. Il ne s'entend pas bien avec Kanade et Chihiro, et il est très apprécié des filles dans son établissement. Il est également petit en taille et ne supporte pas lorsque quelqu'un lui rappelle sa petite taille ou lorsque la personne est plus grande que lui.
Shizuka Kutani (久谷 静, Kutani Shizuka)Professeur principal de Sakuya lors de sa première année de lycée. Hijiri est amoureuse de lui, même si elle sait qu'il a déjà une petite amie. Oublie régulièrement de mettre ses lentilles et perd ses lunettes.
Saki (沙己)Il est le majordome de Hijiri, il est très attaché à elle, voire un peu trop. Mais derrière son sourire idiot, il cache un très lourd passé.

## Liste des volumes
| no | Japonais          | Japonais          | Français         | Français          |
| no | Date de sortie    | ISBN              | Date de sortie   | ISBN              |
| -- | ----------------- | ----------------- | ---------------- | ----------------- |
| 1  | 18 janvier 2008   | 978-4-592-18601-4 | 13 mai 2009      | 978-2-7560-1665-8 |
| 2  | 19 mai 2008       | 978-4-592-18602-1 | 1er juillet 2009 | 978-2-7560-1821-8 |
| 3  | 19 septembre 2008 | 978-4-592-18603-8 | 16 août 2009     | 978-2-7560-1959-8 |
| 4  | 19 janvier 2009   | 978-4-592-18604-5 | 2 décembre 2009  | 978-2-7560-2017-4 |
| 5  | 19 mai 2009       | 978-4-592-18605-2 | 14 avril 2010    | 978-2-7560-2035-8 |
| 6  | 18 septembre 2009 | 978-4-592-18606-9 | 1er juillet 2010 | 978-2-7560-2193-5 |
| 7  | 19 janvier 2010   | 978-4-592-18607-6 | 13 octobre 2010  | 978-2-7560-2279-6 |
| 8  | 19 mai 2010       | 978-4-592-18608-3 | 12 janvier 2011  | 978-2-7560-2280-2 |
| 9  | 17 septembre 2010 | 978-4-592-18609-0 | 13 avril 2011    | 978-2-7560-2614-5 |
| 10 | 19 janvier 2011   | 978-4-592-18610-6 | 29 juin 2011     | 978-2-7560-2639-8 |
| 11 | 19 avril 2011     | 978-4-592-18037-1 | 30 novembre 2011 | 978-2-7560-2640-4 |